# Eclissi solare del 23 dicembre 1908
L'Eclissi solare del 23 dicembre 1908, di tipo totale, è un evento astronomico che ha avuto luogo il suddetto giorno attorno alle ore 11:44 UTC. L'evento ha avuto un'ampiezza massima di 10 chilometri e una durata di 10 secondi.
L'eclissi del 23 dicembre 1908 divenne la terza eclissi solare nel 1908 e la 19ª nel XX secolo. La precedente eclissi solare avvenne il 28 giugno 1908, la seguente il 17 giugno 1909.
Questo evento è un ibrido, che inizia e finisce come un'eclissi anulare. L'anularità era visibile in Cile, Argentina, Uruguay e Brasile meridionale, mentre la totalità era visibile solo dall'Oceano Atlantico meridionale senza toccare aree emerse.

## Percorso e visibilità
L'evento si è manifestato nel Pacifico sud orientale, nella regione cilena di Antofagasta a circa 290 chilometri a ovest della costa oceanica. In seguito la pseudo umbra lunare si è diretta a sud-est obliquamente attraverso il Sud America nel Sud Atlantico. Dopodiché, l'estremità del cono d'ombra ha toccato la superficie terrestre e l'eclissi da anulare è divenuta totale, continuando a spostarsi a sud-est e raggiungendo la sua massima eclissi sulla superficie dell'oceano a circa 270 chilometri a nord-ovest dell'isola Bouvet.
L'ombra si è gradualmente spostata a nord-est e, dopo essere entrata nella parte sud-occidentale dell'Oceano Indiano, l'eclissi totale è diventata di nuovo un'eclissi ad anello. La pseudo umbra ha continuato a viaggiare attraverso l'Oceano Indiano meridionale e alla fine si è conclusa al tramonto a circa 1.000 chilometri a nord-est dell'isola Amsterdam.

## Eclissi correlate

### Eclissi solari 1906 - 1909
Questa eclissi è un membro di una serie semestrale. Un'eclissi in una serie semestrale di eclissi solari si ripete approssimativamente ogni 177 giorni e 4 ore (un semestre) in nodi alternati dell'orbita della Luna.

### Ciclo di Saros 140
L'evento fa parte del ciclo Saros 140, che si ripete ogni 18 anni, 11 giorni, contenente 71 eventi. La serie è iniziata con un'eclissi solare parziale il 16 aprile 1512. Comprende eclissi totali dal 21 luglio 1656 al 9 novembre 1836, eclissi ibride dal 20 novembre 1854 al 23 dicembre 1908 ed eclissi anulari dal 3 gennaio 1927 al 7 dicembre 2485. La serie termina al membro 71 con un'eclissi parziale il 1º giugno 2774. La durata più lunga della totalità è stata di 4 minuti e 10 secondi il 12 agosto 1692. 